# Presles (Calvados)
Pour les articles homonymes, voir Presles.
Presles est une ancienne commune française, située dans le département du Calvados en région Normandie, devenue le 1er janvier 2016 une commune déléguée au sein de la commune nouvelle de Valdallière.
Elle est peuplée de 267 habitants.

## Géographie
La commune est au cœur du Bocage virois. Son bourg est à 9 km au sud-est du Bény-Bocage, à 10 km au nord-est de Vire et à 11 km au nord-ouest de Vassy.
Presles est dans le bassin de la Vire, par deux de ses affluents : la plus grande partie est dans le bassin de l'Allière qui traverse le territoire d'est en ouest, tandis qu'une partie nord-ouest est drainée par le ruisseau de Grincelle et l'un de ses affluents (dans le bassin du ruisseau des Haises). Trois affluents de l'Allière complètent la collecte des eaux du territoire communal.
Le point culminant (246 m) se situe en limite sud, au lieu-dit Plaisance. Le point le plus bas (128 m) correspond à la sortie de l'Allière du territoire, à l'ouest. La commune est bocagère.
| Saint-Charles-de-Percy (comm. nouv. de Valdallière), Le Désert (comm. nouv. de Valdallière) | Montchamp (comm. nouv. de Valdallière)  | Estry (comm. nouv. de Valdallière)   |
| Burcy (comm. nouv. de Valdallière)                                                          | Presles                                 | Pierres (comm. nouv. de Valdallière) |
| Burcy (comm. nouv. de Valdallière)                                                          | Chênedollé (comm. nouv. de Valdallière) | Pierres (comm. nouv. de Valdallière) |

## Toponymie
Le nom de la localité est attesté sous la forme Praelliae en 1198. Le toponyme est issu de l'ancien français praele, lui-même du latin pratella, « petit pré ».
Le gentilé est Preslois.

## Histoire
Sous l'Ancien Régime, le territoire est partagé entre quatre fiefs : les fiefs de Presles, de Livet, de Mirel et d'Isigny. À partir de 1747, les quatre fiefs sont en la possession de Louis Deslandes, écuyer, dont les descendants conserveront ces droits jusqu'à la Révolution.
Lors de la Seconde Guerre mondiale, de durs combats ont lieu sur le versant au sud de la vallée de l'Allière, en remontant vers Chênedollé. La 11e division blindée britannique est arrêtée dans sa progression par la 9e Panzer SS positionnée sur les hauteurs. La bataille dure du 2 au 9 août 1944 et cause de nombreuses pertes.
Le 1er janvier 2016, Presles intègre avec treize autres communes la commune de Valdallière créée sous le régime juridique des communes nouvelles instauré par la loi no 2010-1563 du 16 décembre 2010 de réforme des collectivités territoriales. Les communes de Bernières-le-Patry, Burcy, Chênedollé, Le Désert, Estry, Montchamp, Pierres, Presles, La Rocque, Rully, Saint-Charles-de-Percy, Le Theil-Bocage, Vassy et Viessoix deviennent des communes déléguées et Vassy est le chef-lieu de la commune nouvelle.

## Politique et administration
| Période                                  | Période       | Identité          | Étiquette | Qualité           |
| ---------------------------------------- | ------------- | ----------------- | --------- | ----------------- |
| 1974                                     | 1989          | Michel Thouroude  |           |                   |
| 1989                                     | 1995          | Lucien Lepainteur |           | Agriculteur       |
| 1995                                     | décembre 2015 | Daniel Thérin     | SE        | Agent de maîtrise |
| Les données manquantes sont à compléter. |               |                   |           |                   |

Le conseil municipal est composé de onze membres dont le maire et deux adjoints. Ces conseillers intègrent au complet le conseil municipal de Valdallière le 1er janvier 2016 jusqu'en 2020 et Daniel Thérin devient maire délégué.

## Démographie
En 2021, la commune comptait 267 habitants. Depuis 2004, les enquêtes de recensement dans les communes de moins de 10 000 habitants ont lieu tous les cinq ans (en 2008, 2013, 2018, etc. pour Presles) et les chiffres de population municipale légale des autres années sont des estimations.
Presles a compté jusqu'à 680 habitants en 1806.
| 1793 | 1800 | 1806 | 1821 | 1831 | 1836 | 1841 | 1846 | 1851 |
| ---- | ---- | ---- | ---- | ---- | ---- | ---- | ---- | ---- |
| 656  | 564  | 680  | 577  | 664  | 661  | 650  | 667  | 634  |

| 1856 | 1861 | 1866 | 1872 | 1876 | 1881 | 1886 | 1891 | 1896 |
| ---- | ---- | ---- | ---- | ---- | ---- | ---- | ---- | ---- |
| 616  | 612  | 612  | 530  | 502  | 503  | 456  | 449  | 427  |

| 1901 | 1906 | 1911 | 1921 | 1926 | 1931 | 1936 | 1946 | 1954 |
| ---- | ---- | ---- | ---- | ---- | ---- | ---- | ---- | ---- |
| 378  | 370  | 328  | 316  | 318  | 325  | 295  | 269  | 278  |

| 1962 | 1968 | 1975 | 1982 | 1990 | 1999 | 2008 | 2013 | 2018 |
| ---- | ---- | ---- | ---- | ---- | ---- | ---- | ---- | ---- |
| 307  | 300  | 265  | 264  | 254  | 244  | 261  | 282  | 275  |

| 2019 | - | - | - | - | - | - | - | - |
| ---- | - | - | - | - | - | - | - | - |
| 270  | - | - | - | - | - | - | - | - |

## Lieux et monuments
- Église Notre-Dame (XIXe siècle).

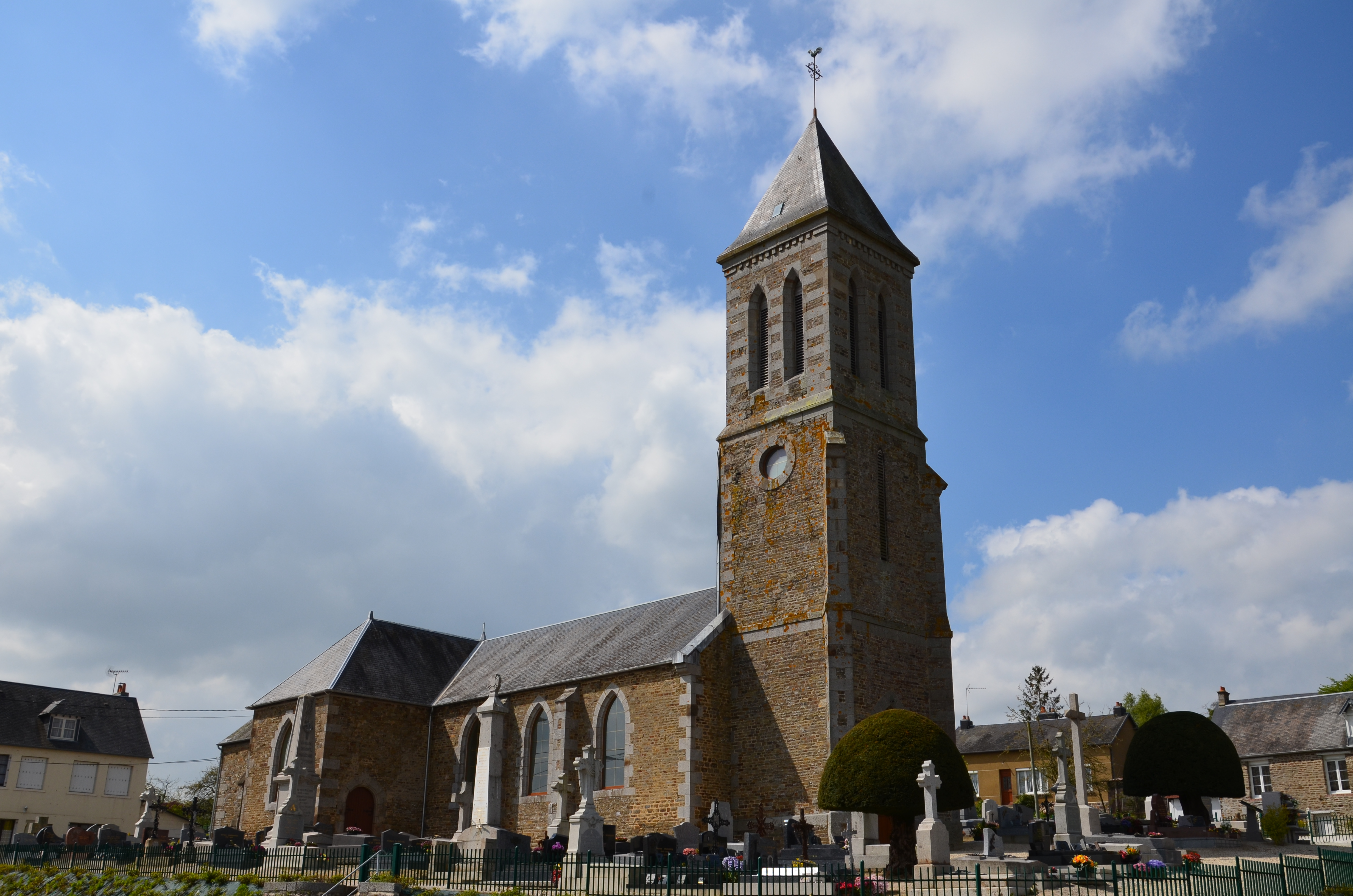
L'église Notre-Dame.

- Château de la Heuserie (XVIIIe).